# Maomé Mutavaquil
Abu Abedalá Maomé Almotauaquil (em árabe: أبو عبد الله محمد المتوكل; romaniz.: Abu Abd Allah Mohammed al-Mutawwakil; Alcácer-Quibir, 4 de agosto de 1548), melhor conhecido como Maomé Mutavaquil, Mutauaquil, ou Almotauaquil e ainda alcunhado de o Esfolado (em árabe: المصلوخ; romaniz.: al-Maslukh) depois da sua morte, foi o quarto sultão do Sultanato Saadiano do Magrebe, onde reinou de 1574 a 1576. Era o filho de Abedalá Algalibe (r. 1557–1574), a quem sucedeu, mas seu breve reinado foi interrompido por sua deposição por seu sobrinho Mulei Maluco (r. 1576–1578), vindo de Istambul, a capital do Império Otomano. Mutavaquil esteve presente na Batalha de Alcácer-Quibir de 4 de agosto de 1578 ao lado das tropas do rei Sebastião I de Portugal (r. 1557–1578) contra Mulei Maluco. Se afogou nas águas do rio Mocazim durante a batalha e o seu corpo foi recuperado por Mulei Maluco, que ordenou que fosse esfolado, razão pela qual foi alcunhado, e suas partes fossem expostas em Marraquexe.